# Ampélia (ort i Grekland, Epirus)
Ampélia är en ort i Grekland.   Den ligger i prefekturen Nomós Ártas och regionen Epirus, i den centrala delen av landet, 280 km nordväst om huvudstaden Aten. Ampélia ligger 56 meter över havet och antalet invånare är 383.
Terrängen runt Ampélia är varierad. Runt Ampélia är det ganska tätbefolkat, med 230 invånare per kvadratkilometer. Närmaste större samhälle är Arta, 8,8 km sydost om Ampélia. Trakten runt Ampélia består till största delen av jordbruksmark.